# Taça dos Vencedores de Taças de Hóquei em Patins de 1990-91
A Taça dos Vencedores de Taças de Hóquei em Patins de 1990-91 foi a 15.ª edição da Taça das Taças.
O Sporting CP venceu a competição pela 3.ª vez (igualando a AD Oeiras), derrotando os italianos do Hockey Novara.

## Equipas participantes
| País               | Clube          | Classificação                                     |
| ------------------ | -------------- | ------------------------------------------------- |
| Alemanha Ocidental | RSC Cronenberg | Vencedor da Taça da Alemanha Ocidental de 1989/90 |
| Espanha            | CP Dominicos   | Vencedor da Taça do Rei de 1989/90                |
| França             | Gazinet-Cestas | 3.º lugar da Liga Francesa de 1989/90             |
| Itália             | Hockey Novara  | Finalista da Taça de Itália de 1989/90            |
| Países Baixos      | EHRC Marathon  | 2.º lugar da Liga Neerlandesa de 1989/90          |
| Portugal           | Sporting CP    | Finalista da Taça de Portugal de 1989/90          |
| Suíça              | Genève RHC     | Vencedor da Taça da Suíça de 1989/90              |

## Jogos

### Fase final
|  | Quartos-de-final | Quartos-de-final | Quartos-de-final | Quartos-de-final |                |                | Meias-finais | Meias-finais | Meias-finais |  |               | Final | Final | Final |
|  |                  |                  |                  |                  |                |                |              |              |              |  |               |       |       |       |
|  | 1                | Genève RHC       | 7                | 1                |                |                |              |              |              |  |               |       |       |       |
|  | 8                | RSC Cronenberg   | 1                | 8                |                |                |              |              |              |  |               |       |       |       |
|  | 8                | RSC Cronenberg   | 1                | 8                |                | RSC Cronenberg | 5            | 1            |              |  |               |       |       |       |
|  |                  |                  |                  |                  |                | RSC Cronenberg | 5            | 1            |              |  |               |       |       |       |
|  |                  | Hockey Novara    | 7                | 21               |                |                |              |              |              |  |               |       |       |       |
|  | 4                | Hockey Novara    | 7                | 21               | CP Dominicos   | 2              | 5            |              |              |  |               |       |       |       |
|  | 4                |                  |                  |                  | CP Dominicos   | 2              | 5            |              |              |  |               |       |       |       |
|  | 5                | Hockey Novara    | 2                | 6                |                |                |              |              |              |  |               |       |       |       |
|  | 5                | Hockey Novara    | 2                | 6                |                |                |              |              |              |  | Hockey Novara | 6     | 2     |       |
|  |                  |                  |                  |                  |                |                |              |              |              |  | Hockey Novara | 6     | 2     |       |
|  |                  | Sporting CP      | 7                | 5                |                |                |              |              |              |  |               |       |       |       |
|  | 3                | Sporting CP      | 7                | 5                | EHRC Marathon  | 4              | 2            |              |              |  |               |       |       |       |
|  | 3                |                  |                  |                  | EHRC Marathon  | 4              | 2            |              |              |  |               |       |       |       |
|  | 6                | Sporting CP      | 6                | 7                |                |                |              |              |              |  |               |       |       |       |
|  | 6                | Sporting CP      | 6                | 7                |                | Sporting CP    | 6            | 6            |              |  |               |       |       |       |
|  |                  |                  |                  |                  |                | Sporting CP    | 6            | 6            |              |  |               |       |       |       |
|  |                  | Gazinet-Cestas   | 4                | 1                |                |                |              |              |              |  |               |       |       |       |
|  | 2                | Gazinet-Cestas   | 4                | 1                | Gazinet-Cestas |                |              |              |              |  |               |       |       |       |
|  | 2                |                  |                  |                  | Gazinet-Cestas |                |              |              |              |  |               |       |       |       |
|  | 7                |                  |                  |                  |                |                |              |              |              |  |               |       |       |       |
|  |                  |                  |                  |                  |                |                |              |              |              |  |               |       |       |       |

#### Quartos-de-final
| Equipa 1               | Total | Equipa 2       | 1.ª Mão | 2.ª Mão |
| ---------------------- | ----- | -------------- | ------- | ------- |
| Genève RHC             | 8-9   | RSC Cronenberg | 7-1     | 1-8     |
| CP Dominicos           | 7-8   | Hockey Novara  | 2-2     | 5-6     |
| EHRC Marathon          | 6-13  | Sporting CP    | 4-6     | 2-7     |
| Isento: Gazinet-Cestas |       |                |         |         |

#### Meias-finais
| Equipa 1       | Total | Equipa 2       | 1.ª Mão | 2.ª Mão |
| -------------- | ----- | -------------- | ------- | ------- |
| RSC Cronenberg | 6-28  | Hockey Novara  | 5-7     | 1-21    |
| Sporting CP    | 12-5  | Gazinet-Cestas | 6-4     | 6-1     |

#### Final
| Equipa 1      | Total | Equipa 2    | 1.ª Mão | 2.ª Mão |
| ------------- | ----- | ----------- | ------- | ------- |
| Hockey Novara | 8-12  | Sporting CP | 6-7     | 2-5     |

| Vencedor da Taça das Taças 1990/91 |
| ---------------------------------- |
|                                    |
| Sporting CP (3.º título)           |